# Ley de Propiedad Intelectual (Chile)

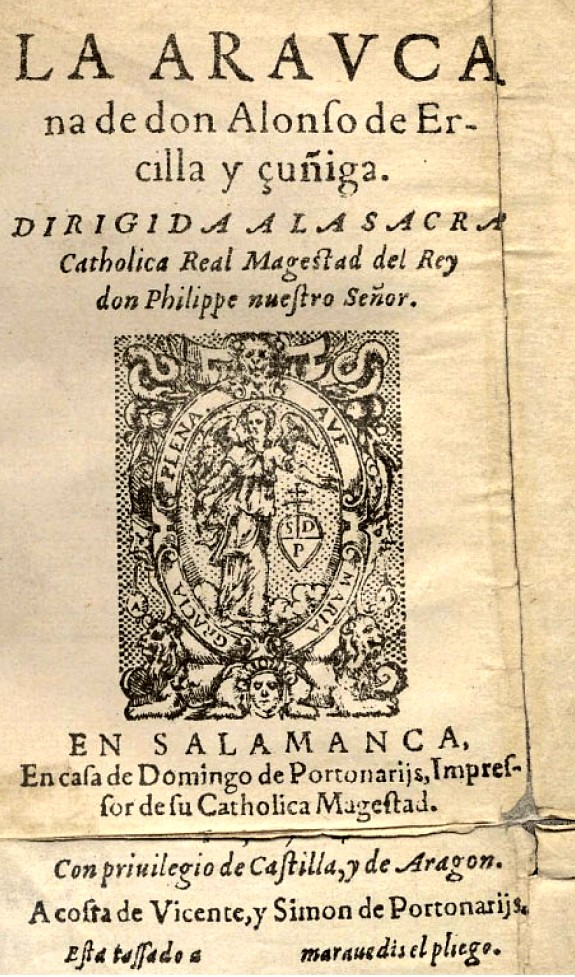
La Araucana, obra escrita en 1568, es parte del Patrimonio Común Cultural.

La Ley N.º 17.336, sobre Propiedad Intelectual, de 2 de octubre de 1970, y sus modificaciones posteriores regulan el derecho de autor en Chile. 
Esta ley pretende proteger los derechos que, por el solo hecho de la creación de una obra, adquieren los autores de obras de la inteligencia en los dominios literarios, artísticos y científicos, cualquiera que sea su forma de expresión, y los derechos conexos que ella determina. De acuerdo con la misma, el derecho de autor comprende los derechos patrimoniales y morales, que protegen el aprovechamiento, la paternidad y la integridad de una obra.
Esta ley ampara los derechos de los autores chilenos y extranjeros domiciliados en Chile. Establece, asimismo, que los autores extranjeros no domiciliados en el país gozan de la protección que les sea reconocida por las convenciones internacionales que Chile ha suscrito y ratificado.
Las obras que se encuentran protegidas son, en general, las de tipo literario, artístico y científico. A modo ejemplar, la ley establece en su artículo 3º una enumeración no taxativa de las obras especialmente protegidas, entre otras, menciona a los libros, las ilustraciones, las películas y los programas informáticos.

## Antecedentes
La Constitución de 1833 establecía, en su artículo 152, que "Todo autor o inventor tendrá la propiedad exclusiva de su descubrimiento, o producción por el tiempo que le concediere la ley; y si ésta exigiere su publicación, se dará al inventor la indemnización competente." A partir de esta disposición, se dictó la Ley de Propiedad Literaria y Artística de 24 de julio de 1834.
La anterior fue reemplazada por el Decreto Ley N.º 345, sobre Propiedad Intelectual, de 5 de mayo de 1925.
A su vez, el año 1950, la Ley 9.549 prorrogó el plazo a cincuenta años luego de la muerte del autor.
En 1970, Chile suscribió y ratificó la Convención de Berna que establece, entre otros principios, que la protección de las obras no debe estar condicionada al cumplimiento de formalidad alguna. Ante ello, se debió dictar una nueva ley, compatible con dicho tratado internacional: la Ley N.º 17.336, sobre Propiedad Intelectual, de 2 de octubre de 1970 que, entre otras cosas, derogó la legislación anterior en la materia.

## Tipos de obras
A pesar de que la ley establece un listado de obras protegidas, es un listado no exhaustivo.
- Libros, folletos, artículos y escritos
- Conferencias, discursos, lecciones, memorias, comentarios, etc., en versiones escritas o grabadas
- Obras dramáticas, dramático-musicales y teatrales en general, coreográficas y pantomímicas
- Composiciones musicales
- Adaptaciones de producciones literarias u obras originales, sus libretos y guiones, en radio o televisión de producciones literarias
- Periódicos y revistas
- Fotografías, grabados y litografías
- Obras cinematográficas
- Proyectos, bocetos y maquetas arquitectónicas
- Materiales audiovisuales relativos a cualquier ciencia
- Pinturas, dibujos, ilustraciones, etc.
- Esculturas y obras de arte figurativas
- Bocetos escenográficos y escenografías cuando su autor sea el bocetista
- Adaptaciones, traducciones y otras transformaciones, cuando hayan sido autorizadas por el autor de la obra originaria si esta no pertenece al patrimonio cultural común
- Videogramas y diaporamas
- Programas computacionales

## Tipos de derechos
Los tipos de derechos de acuerdo con la legislación chilena se dividen en dos: 
- Morales: Consisten en el reconocimiento de la autoría de la obra, poder oponerse a cualquier modificación, mantener inédita la obra, etc. Los derechos morales son inalienables e intransferibles, pero pueden ser transmitidos al cónyuge sobreviviente y sucesores.
- Patrimoniales: Consisten en la utilización de la obra, ya sea su publicación, reproducción, adaptación, ejecución, traducción o transformación. Los derechos patrimoniales pueden ser cedidos a terceras partes, previa autorización del autor o titular de los derechos.

## Duración de la protección
Actualmente, la protección del derecho de autor en Chile es por toda la vida del autor más 70 años post mortem. 
Originalmente, la Ley N.º 17.336, publicada en 1970, establecía un plazo de protección de 30 años post mortem, el que fue aumentado a 50 años en el año 1992 y a 70 años en el año 2003. 
La Ley N°20.435 de 2010, eliminó una norma excepcional que establecía la extensión del plazo de protección más allá de los 70 años post mortem en aquellos casos que existiesen cónyuge sobreviviente o hijas solteras o viudas o cuyo cónyuge afectado por una imposibilidad para todo género de trabajo, norma que obstaculizaba la determinación exacta de los plazos de protección de las obras y su posterior entrada en el dominio público o patrimonio cultural común.

## Patrimonio cultural común
La Ley N.º 17.336 reconoce la existencia de un "patrimonio cultural común" —Dominio público en derecho comparado—. Estas obras del patrimonio cultural común pueden ser utilizadas por cualquiera, siempre que se mencione la autoría de la obra y se respete su integridad.
Se incluyen en este tipo de obras de patrimonio cultural común las siguientes:
- Obras cuyo plazo de protección se haya extinguido
- Obras de autor desconocido, incluyéndose las canciones, leyendas, danzas y las expresiones del acervo folclórico
- Obras cuyos titulares renunciaron a la protección que otorga esta ley
- Obras de autores extranjeros, domiciliados en el exterior, que no estén protegidos por leyes de derecho de autor en el extranjero o en Chile
- Obras expropiadas por el Estado, excepto si se especifica un beneficiario por ley

## Excepciones y Limitaciones al derecho de autor
Las excepciones a los derechos de autor son autorizaciones que la ley establece para hacer determinados usos de obras protegidas, sin requerir de autorización ni pago de remuneración del autor o titular. 
Luego de la reforma del año 2010, el catálogo de excepciones fue ampliado extensamente y comprende las siguientes disposiciones:
- Artículo 71 B: Utilización de fragmentos breves para cita o con fines de crítica, ilustración, enseñanza e investigación;
- Artículo 71 C: Excepción amplia para discapacitados;
- Artículo 71 D: Excepción para lecciones en clases y discursos públicos;
- Artículo 71 E: Excepción para demostración al público en salas de venta de equipos;
- Artículo 71 F: Excepción para reproducción de obras instaladas en espacios públicos;
- Artículos 71 I, *J, *K y *L: Catálogo específico de excepciones para bibliotecas y archivos sin fines de lucro;
- Artículo 71 M: Excepciones para fines educacionales;
- Artículo 71 N: Excepción para comunicación al público en espacios domésticos, educacionales y culturales;
- Artículo 71 Ñ: Excepción de ingeniería reversa, copia de seguridad y estudio y compatibilidad de programas computacionales;
- Artículo 71 O: Excepción de copias temporales;
- Artículo 71 P: Excepción para sátira y parodia;
- Artículo 71 Q: Excepción de usos justos o incidentales;
- Artículo 71 R: Excepción de traducción para uso privado; y,

- Artículo 71 S: Excepción de reproducción y comunicación al público para usos administrativos, judiciales y legislativos.

## Reforma del año 2010 y sus polémicas
En mayo de 2007, la entonces Presidenta Michelle Bachelet envió al Congreso Nacional un proyecto de reforma a esta ley, pretendiendo hacer procedimientos más efectivos para la persecución de delitos, racionalizar las penas frentes a las infracciones, establecer un sistema de limitación de responsabilidad de los prestadores de servicios de Internet, incorporar un amplio catálogo excepciones y limitaciones que favorezcan a bibliotecas, establecimientos educacionales y público en general, y establecer un sistema de resolución de conflictos en el establecimiento de tarifas por parte de las entidades de gestión colectiva de derechos de autor y conexos. 
El proyecto, fue elaborado por un grupo interministerial que incluyó principalmente al Ministerio de Educación, el Ministerio de Relaciones Exteriores, el Ministerio de Economía y el Consejo de Cultura, este último bajo la gestión de Paulina Urrutia como Ministra de Cultura, pretendió ser la más importante reforma a esta ley en la historia de Chile, al proponer un legislación más justa y equilibrada, que combinara adecuadamente los distintos intereses en juego. En particular la propuesta de las excepciones que se incluyeron en el proyecto, en lo que se refiere a bibliotecas, educación y discapacitados, fueron elaboradas a propuesta del Ministerio de Educación. Cabe recordar que con antelación a este proyecto, el Ministerio de Educación con Sergio Bitar como Ministro de la Cartera promovió un proyecto de reforma que incluía una primera reforma integral de excepciones, proyecto que fue trabado por la oposición de las asociaciones de titulares y particularmente de la sociedad de gestión colectiva ( SCD). 
La discusión del proyecto fue larga y dura, recibiendo una fuerte oposición de las organizaciones más conservadoras de creadores y artistas, entidades privadas de gestión de derechos de autor y apoyos y críticas transversales entre diversas organizaciones de la sociedad civil. En especial, además de la fuerte resistencia a las excepciones a los derechos de autor propuestas, también la inclusión de un sistema de solución de conflictos en caso de tarifas por el uso de obras bajo gestión colectiva generó gran polémica.
En medio de la discusión, durante un tiempo se criticó que la ministra de Cultura firmara un acuerdo secreto con la Sociedad Chilena del Derecho de Autor para eliminar algunos aspectos críticos del proyecto que supuestamente afectarían a dicha organización, cuestión que fue debatida en algunos blogs y medios de prensa electrónicos.
Producto de la polémica, una serie de movimientos ciudadanos y organizaciones sociales lideraron campañas para posicionar la importancia de un derecho de autor en donde no sólo se protegen los derechos de los autores sino también los de la ciudadanía. Algunos ejemplos son iniciativas como Trato Justo Para Todos y No Soy Delincuente, ambas de la ONG Derechos Digitales, donde a través de páginas y videos se intenta concienciar a la opinión pública y a los representantes en el Congreso Nacional respecto de la importancia de una ley que no criminalice a los ciudadanos.
Luego de toda la discusión, el 13 de enero de 2010, este proyecto de reforma que avanzó gracias al compromiso de todos los ministerios involucrados, fue aprobado unánimemente por el Congreso Nacional de Chile, entrando en vigencia el 4 de mayo de 2010, bajo el N°20.435.